# Момир Рнић (рукометаш, 1955)
Момир Рнић (Сечањ, 3. фебруар 1955), је српски рукометни тренер и бивши југословенски рукометаш. Стручњаци су га прогласили за најбољег одбрамбеног играча на свету.
Боје репрезентације Југославије бранио је 217 пута и постигао је 411 голова. Као члан и капитен репрезентације Југославије био је првак Балкана два пута (Вараждин 1978. и Ловет 1980. године), а у Истанбулу (1983. године) освоји је сребрну медаљу. Првак Медитерана био је два пута (Сплит 1979. и Мароко 1983. године). Вицешампион света у Дортмунду (1982. године) и првак света у Швајцарској (1986. године). Златну медаљу освојио је на Олимпијади у Лос Анђелесу (1984), а бронзану у Сеулу (1988. године). Био је члан репрезентације света у мечу са Данском (Брондби 1985. године).
Ожењен је, отац двоје деце. Син, Момир млађи је такође успешан рукометаш и репрезентативац Србије.